# Taṇhā
Taṇhā (pali; sanskrit: tṛṣṇā, även trishna) är en buddhistisk term som bokstavligen betyder "törst" och vanligen är översatt som starkt begär. Inom buddhismen benämns tre typer av tanha: tanha för känslobegär, för existens och för icke-existens.
I Sunakkhatta Sutta (Majihima Nikaya 105) görs följande liknelse:
Tanha är... en pil. Giftet av ignorans sprider dess gift genom begär, passion och dåliga avsikter
Tanha sägs vara en orsak till att medvetna varelser är fast i samsara, och även en orsak till dukkha (lidande/otillfredsställelse). Anledningen till att det benämns som en orsak till dukkha är att dessa typer av begär anses vara omättliga. När det gäller begär efter njutning är njutningen alltid förgänglig, den som njuter blir aldrig permanent nöjd av den njutning som individen får och söker därefter ständigt efter mer. På samma sätt söker medvetna varelser efter makt, kändisskap och liknande, likväl som en del suktar efter att dö, eller att vara okända i världen. Någon önskar/tror på en evig själ som innebär att egot fortsätter existera bortom döden - det vill säga, vissa tror eller önskar odödlighet - medan andra tror/önskar att vid döden upphör allt medvetande. Enligt buddhismen är alla dessa begär, önskningar och trosuppfattningar manifestationer av tanha, det starka begäret för sensualitet, existens och/eller icke-existens.

## Typer

### Kama-tanha
Kama-tanha (känslobegär): begär efter njutning som kommer från ögon (syn), näsa (lukt), öron (ljud), tunga (smak), kropp (känsel) och sinne.
Enligt buddhismen söker varelser det som är njutningsfullt och försöker undvika det som orsakar smärta eller lidande. De önskvärda känslorna leder till att varelser fäster sig vid dessa känslor och ständigt söker efter mer, och på samma sätt fyller de smärtsamma känslorna varelser med ilska, hat och andra ej önskvärda känslor. Sökandet efter njutning och undvikandet av smärta är grunden för all mänsklig aktivitet, men enligt buddhismen leder detta till lidande/otillfredsställelse (dukkha).

### Bhava-tanha
Bhava-tanha (begär efter att vara/bli): begäret som vill fortsätta existera, som söker efter personlig makt, kändisskap och respekt.
När en varelse känner att dess liv är hotat, kan varelsen fyllas av ett mycket starkt begär för att fortsätta existera, vilket kan leda till flera ej önskvärda handlingar i syfte att ivrigt fortsätta existera. I sökandet efter kändisskap gör framgång att individen kan känna sig uppfylld och lycklig, medan motsatsen kan sägas om personen i fråga stöter på motgångar eller misslyckanden. Det grundläggande problemet i allt detta är enligt buddhismen att individen i fråga är känslomässigt bunden till en illusion om ett ego. Till följd av att livet, kändisskap och så vidare är förgängligt, orsakar oundvikligen bhava-tanha stort lidande hos medvetna varelser.

### Vibhava-tanha
Vibhava-tanha (begär efter att inte vara): begär efter att inte uppleva världen och att inte existera; att vara separerad från smärtsamma känslor. Dalai Lama säger: "Begär efter förstörelse är en önskan att vara separerad från smärtsamma känslor".
Enligt Padmasiri De Silva är bhava-tanha och vibhava-tanha inte motsatser utan olika sidor av samma mynt.